# Danske Fysioterapeuter
Danske Fysioterapeuter er en dansk faglig organisation og interesseforening for over 16.000 fysioterapeuter og fysioterapeutstuderende. Foreningen arbejder for at sikre fysioterapeuters faglige, økonomiske og arbejdsmæssige interesser og har holdninger til sundhedspolitiske emner som forebyggelse, sygdomsbehandling og genoptræning. Derudover rådgiver Danske Fysioterapeuter medlemmerne om forhold vedrørende arbejdslivet fra kontrakter, over løn og barsel til arbejdsmiljøproblemer og karriereudvikling.
Foreningens 12.000 erhvervsaktive medlemmer arbejder blandt andet i kommunerne (ca. 4.500), på hospitalerne (ca. 2.000) og på private klinikker (ca. 5.500). Omkring 650 ejer en klinik med ydernummer, og ca. 200 ejer en klinik uden ydernummer.
Siden den 1. april 2022 har Jeanette Præstegaard været foreningens formand.
Danske Fysioterapeuter er medlem af Sundhedskartellet, Forhandlingsfællesskabet og Akademikerne. Foreningen samarbejder med Din Sundhedsfaglige A-kasse DSA.
Overenskomster og aftaler
Danske Fysioterapeuter forhandler overenskomster for alle de offentligt ansatte medlemmer. Derudover har foreningen private overenskomster blandt andet med Falck Healthcare.
To interne sektioner i Danske Fysioterapeuter forhandler en såkaldt minimumskontrakt, der fastlægger, hvilke vilkår der som minimum skal opfyldes for fysioterapeuter ansat af andre fysioterapeuter.
Foreningen forhandler også den såkaldte sygesikringsoverenskomst med Danske Regioner og Kommunernes Landsforening for praktiserende fysioterapeuter med ydernummer.